# Eugenia puberula
Eugenia puberula är en myrtenväxtart som beskrevs av Franz Josef Niedenzu. Eugenia puberula ingår i släktet Eugenia och familjen myrtenväxter. Inga underarter finns listade i Catalogue of Life.